# Шталь, Кристиан Эрнст
Кристиан Эрнст Шталь (нем. Christian Ernst Stahl или нем. Ernst Stahl, 21 июня 1848 — 3 декабря 1919) — немецкий ботаник.

## Биография
Кристиан Эрнст Шталь родился в Эльзасе 21 июня 1848 года.
Он изучал ботанику в Страсбургском университете, в Университете Галле и с 1872 года снова в Страсбурге. В 1874 году Шталь получил степень доктора философии. 
После Кристиан Эрнст был научным сотрудником у Юлиуса фона Сакса в Вюрцбургском университете, где он защищал диссертацию по ботанике в 1877 году. В Вюрцбурге возникли его работы об образовании лишайников. В 1877 году он был приват-доцентом, а в 1880 году адъюнкт-профессором в Страсбурге. В 1881 году Шталь получил приглашение на кафедру ботаники в Йенском университете имени Фридриха Шиллера, где он стал также директором Ботанического сада.
Зимой 1889—1890 годов Кристиан Эрнст совершил научную экспедицию на Цейлон и Яву. Он также совершил научную экспедицию в Мексику.
Кристиан Эрнст Шталь умер в городе Йена 3 декабря 1919 года.

## Научная деятельность
Кристиан Эрнст Шталь специализировался на водорослях и на семенных растениях. Он также посвятил свою деятельность изучению вопросов развития грибов и лишайников. 

## Избранные научные работы
- Entwickelung und Anatomie der Lenticellen. Leipzig. 1873.
- Beiträge zur Entwickelungsgeschichte der Flechten. Leipzig. [1877.
- Über den Einfluß von Richtung und Stärke der Beleuchtung auf einige Bewegungserscheinungen im Pflanzenreich. Leipzig. 1880.
- Über sogenannte Kompaßpflanzen. Jena. 1883.
- Über den Einfluß des sonnigen oder schattigen Standortes auf die Ausbildung der Laubblätter. Jena. 1883.
- Einfluß des Lichtes auf den Geotropismus einiger Pflanzenorgane. Berlin. 1884.
- Zur Biologie der Myxomyceten. Leipzig. 1884.
- Pflanzen und Schnecken. Eine biologische Studie über die Schutzmittel der Pflanzen gegen Schneckenfraß. Jena. 1888.